# Simen Lyse
Simen Ulstad Lyse (født 1. februar 2000 i Trondheim) er en norsk håndboldspiller, der spiller for Kolstad Håndball i REMA 1000-ligaen og Norges herrehåndboldlandshold.
Lyse fik sit egentlige gennembrud, da han blev udtaget til det norske A-landshold i oktober 2023. Her fik han debut d. 4. november 2023 i Sotra mod Holland. En måned efter, i december, blev Lyse udtaget til EM i håndbold 2024 i Tyskland.